# Xu Yinghui
Xu Yinghui (chinesisch 徐瑛徽; * 7. Januar 1989) ist eine ehemalige chinesische Biathletin und Skilangläuferin.
Xu Yinghui debütierte 2006 in Ridnaun im Europacup und kam in ihrem ersten Einzel auf den 29. Platz, womit sie sofort erste Punkte gewann. Es folgten in den Saisonen 2007/08 und 2008/09 weitere Einsätze im ersten Drittel der Saisonen im Europacup. In Obertilliach erreichte sie 2008 als Neunte eines Einzels erstmals unter die besten Acht. Ein erster Höhepunkt wurde die Teilnahme an den Junioren-Weltmeisterschaften 2009 in Canmore. Im Einzel erreichte Xu den 28. Platz, konnte sich im Sprint mit Rang neun und acht in der Verfolgung besser Platzieren. Mit der chinesischen Staffel kam sie auf den zehnten Platz. 2009 erreichte die Chinesin in Obertilliach im Europacup mit einem zweiten Platz ihr bestes internationales Ergebnis, als sie sich in einem Verfolgungsrennen nur Stefanie Hildebrand geschlagen geben musste. Letztmals international startete sie in der Saison 2010/11. Dabei gab sie zum Auftakt der Saison in Östersund als 90. eines Einzels ihren Einstand im Weltcup. Ihre beste Platzierung erreichte im Weltcupeinzel sie in Oberhof mit dem 32. Platz im Sprint. Ihre besten Platzierungen bei den Biathlon-Weltmeisterschaften 2011 in Chanty-Mansijsk waren der 52. Platz im Einzel und der 16. Rang mit der Staffel.
Im Skilanglauf bestritt Xu in Peking Ende Dezember 2004 im Rahmen des Far-East-Cups ihr internationales Debüt und gewann dieses Rennen sogleich. In Düsseldorf nahm sie 2006 an ihrem ersten Rennen im Skilanglauf-Weltcup teil und wurde 52. eines Sprints und mit Song Bo 23. eines Teamsprints. Bis 2006 folgten weitere internationale Einsätze in unterklassigen Rennen. Höhepunkt bis dahin wurde die Teilnahme an den Olympischen Winterspielen 2006 von Turin, bei denen sie in der Doppelverfolgung zum Einsatz kam und 58. wurde. Einen Monat später verpasste sie als 31. eines Sprints in Changchun nur um einen Platz einen ersten Punktgewinn im Weltcup. Danach konzentrierte sich die Chinesin auf den Biathlonsport und kam nur noch sporadisch zu Skilanglaufeinsätzen.

## Biathlon-Weltcup-Platzierungen
Die Tabelle zeigt alle Platzierungen (je nach Austragungsjahr einschließlich Olympische Spiele und Weltmeisterschaften).
- 1.–3. Platz: Anzahl der Podiumsplatzierungen
- Top 10: Anzahl der Platzierungen unter den ersten zehn (einschließlich Podium)
- Punkteränge: Anzahl der Platzierungen innerhalb der Punkteränge (einschließlich Podium und Top 10)
- Starts: Anzahl gelaufener Rennen in der jeweiligen Disziplin
- Staffel: inklusive Mixed- und Single-Mixed-Staffeln

| Platzierung         | Einzel | Sprint | Verfolgung | Massenstart | Staffel | Gesamt |
| ------------------- | ------ | ------ | ---------- | ----------- | ------- | ------ |
| 1. Platz            |        |        |            |             |         |        |
| 2. Platz            |        |        |            |             |         |        |
| 3. Platz            |        |        |            |             |         |        |
| Top 10              |        |        |            |             |         |        |
| Punkteränge         |        | 2      |            |             | 4       | 6      |
| Starts              | 3      | 6      | 1          |             | 4       | 14     |
| Stand: Karriereende |        |        |            |             |         |        |